# Deutsche Skilanglauf-Meisterschaften 2016
Die Deutschen Skilanglauf-Meisterschaften 2016 fanden in Oberhof und in Kirchzarten/Oberried_(Breisgau) statt. Sprint, Einzelrennen und die Massenstartrennen über 16,5 und 30 km wurden vom 29. bis zum 31. Januar 2016 in der DKB-Ski-Arena in Oberhof ausgetragen. Die Massenstartrennen über 30 und 50 km und der Teamsprint fanden am 19. und 20. März 2016 in Oberried bei Kirchzarten statt. Ausrichter der Wettbewerbe in Oberhof war der SC Steinbach-Hallenberg. Die Rennen auf der Notschrei-Loipe bei Kirchzarten wurden vom SV Kirchzarten ausgerichtet.

## Ergebnisse Herren

### Sprint Freistil
| Platz | Name           | Verein                |
| ----- | -------------- | --------------------- |
| 1     | Markus Weeger  | SCMK Hirschau         |
| 2     | Josef Wenzl    | SC Zwiesel            |
| 3     | Thomas Bing    | Rhöner WSV            |
| 4     | Marco Milde    | SCMK Hirschau         |
| 5     | Thomas Hauber  | SC Pfronten           |
| 6     | Thomas Wick    | SC Motor Zella-Mehlis |
| 7     | Marius Cebulla | SWV Goldlauter        |
| 8     | Florian Notz   | SZ Römerstein         |

Datum: 29. Januar in Oberhof

Es waren 13 Teilnehmer am Start. Das Rennen der U20 mit 24 Teilnehmern gewann Felix Daudert.

### 10 km klassisch
| Platz | Name                 | Verein                        | Zeit        |
| ----- | -------------------- | ----------------------------- | ----------- |
| 1     | Sebastian Eisenlauer | SC Sonthofen                  | 26:16,5 min |
| 2     | Thomas Wick          | SC Motor Zella-Mehlis         | 26:27,6 min |
| 3     | Lucas Bögl           | SC Gaißach                    | 26:30,3 min |
| 4     | Florian Notz         | SZ Römerstein                 | 26:40,5 min |
| 5     | Markus Weeger        | SCMK Hirschau                 | 27:02,4 min |
| 6     | Daniel Herzog        | Spvgg Oberkreuzberg           | 27:17,5 min |
| 7     | Marius Cebulla       | SWV Goldlauter                | 27:42,6 min |
| 8     | Thomas Hauber        | SC Pfronten                   | 28:09,9 min |
| 9     | Andy Kühne           | WSC Erzgebirge Oberwiesenthal | 28:15,4 min |
| 10    | Alexander Wolz       | TSV Buchenberg                | 28:36,7 min |

Datum: 30. Januar in Oberhof

Am Start waren 14 Teilnehmer. Das Rennen der U20 mit 20 Teilnehmern gewann Janosch Brugger.

### 30 km Freistil Massenstart
| Platz | Name                | Verein                        | Zeit        |
| ----- | ------------------- | ----------------------------- | ----------- |
| 1     | Lucas Bögl          | SC Gaißach                    | 1:16:25,0 h |
| 2     | Marius Cebulla      | SWV Goldlauter                | 1.16:40,7 h |
| 3     | Janosch Brugger     | WSG Schluchsee                | 1:16:41,6 h |
| 4     | Daniel Herzog       | Spvgg Oberkreuzberg           | 1:16:42,3 h |
| 5     | Dominik Bury        | Polen                         | 1:16:57,8 h |
| 6     | Vincent Waller      | WSC Erzgebirge Oberwiesenthal | 1:17:22,8 h |
| 7     | Richard Leupold     | SK Dresden-Niedersedlitz      | 1:17:41,5 h |
| 8     | Felian Daudert      | WSV Bad Lobenstein            | 1:17:42,1 h |
| 9     | Marco Milde         | SCMK Hirschau                 | 1:18:13,0 h |
| 10    | Alois Kunz Espinosa | WSV Aschau                    | 1:18:13,7 h |

Datum: 31. Januar in Oberhof

Am Start waren 34 Teilnehmer.

### 50 km klassisch Massenstartrennen
| Platz | Name             | Verein                        | Zeit        |
| ----- | ---------------- | ----------------------------- | ----------- |
| 1     | Thomas Wick      | SC Motor Zella-Mehlis         | 2:18:07,1 h |
| 2     | Lucas Bögl       | SC Gaißach                    | 2:19:31,1 h |
| 3     | Josua Strübel    | SC Seebach                    | 2:21:47,1 h |
| 4     | Markus Weeger    | SC Monte Kaolino Hirschau     | 2:21:53,4 h |
| 5     | Richard Leupold  | SK Dresden-Niedersedlitz      | 2:22:48,9 h |
| 6     | Florian Notz     | SZ Römerstein                 | 2:22:56,8 h |
| 7     | Andy Kühne       | WSC Erzgebirge Oberwiesenthal | 2:24:28,6 h |
| 8     | Vincent Waller   | WSC Erzgebirge Oberwiesenthal | 2:26:25,7 h |
| 9     | Christian Winker | SSV Spaichingen               | 2:26:40,7 h |
| 10    | Thomas Hauber    | SC Pfronten                   | 2:27:11,3 h |

Datum: 19. März in Kirchzarten

Am Start waren 35 Teilnehmer.

### Teamsprint Freistil
| Platz | Landesverband     | Name                               | Verein                                 | Zeit        |
| ----- | ----------------- | ---------------------------------- | -------------------------------------- | ----------- |
| 1     | Bayern            | Markus Weeger Sebastian Eisenlauer | SC Monte Kaolino Hirschau SC Sonthofen | 19:36,4 min |
| 2     | Thüringen         | Thomas Wick Thomas Bing            | SCM Zella-Mehlis Rhöner WSV            | 19:37,4 min |
| 3     | Sachsen           | Andy Kühne Valentin Mättig         | WSC Erzgebirge Oberwiesenthal          | 19:40,6 min |
| 4     | Baden-Württemberg | Josua Strübel Florian Notz         | SC Seebach SZ Römerstein               | 20:08,5 min |
| 5     | Bayern            | Marco Milde Thomas Hauber          | SC Monte Kaolino Hirschau SC Pfronten  | 20:15,5 min |
| 6     | Baden-Württemberg | Tobias Haug Fabian Rießle          | SV Baiersbronn SZ Breitnau             | 20:20,6 min |
| 7     | Bayern            | Lucas Bögl Max Olex                | SC Gaißach SC Partenkirchen            | 20:40,6 min |
| 8     | Baden-Württemberg | Tobias Weyer Adrian Schuler        | SC Heubach-Bartholomae WSG Schluchsee  | 21:59,2 min |

Datum: 20. März in Kirchzarten

## Ergebnisse Frauen

### Sprint Freistil
| Platz | Name              | Verein                        |
| ----- | ----------------- | ----------------------------- |
| 1     | Victoria Carl     | SCM Zella-Mehlis              |
| 2     | Laura Gimmler     | SC Oberstdorf                 |
| 3     | Antonia Fräbel    | WSV Asbach                    |
| 4     | Anne Winkler      | SSV Sayda                     |
| 5     | Sofie Krehl       | SC Oberstdorf                 |
| 6     | Elisabeth Schicho | SC Schliersee                 |
| 7     | Katharina Hennig  | WSC Erzgebirge Oberwiesenthal |
| 8     | Jenny Mann        | WSC Erzgebirge Oberwiesenthal |

Datum: 29. Januar in Oberhof

Am Start waren 22 Teilnehmer.

### 5 km klassisch
| Platz | Name              | Verein                        | Zeit        |
| ----- | ----------------- | ----------------------------- | ----------- |
| 1     | Sandra Ringwald   | ST Schonach-Rohrhardsberg     | 14:13,0 min |
| 2     | Nicole Fessel     | SC Oberstdorf                 | 14:17,7 min |
| 3     | Victoria Carl     | SCM Zella-Mehlis              | 14:40,7 min |
| 4     | Julia Belger      | WSC Erzgebirge Oberwiesenthal | 14:41,2 min |
| 5     | Elisabeth Schicho | SC Schliersee                 | 14:46,6 min |
| 6     | Theresa Eichhorn  | SV Biberau                    | 14:47,5 min |
| 7     | Hanna Kolb        | TSV Buchenberg                | 14:54,3 min |
| 8     | Pia Fink          | SV Bremelau                   | 15:03,7 min |
| 9     | Lucia Anger       | SC Oberstdorf                 | 15:10,7 min |
| 10    | Eva Wolf          | SV Agenbach                   | 15:15,9 min |

Datum: 30. Januar in Oberhof

Es waren 16 Teilnehmer am Start. Das Rennen der U20 mit sieben Teilnehmern gewann Antonia Fräbel.

### 16,5 km Freistil Massenstart
| Platz | Name                | Verein                        | Zeit        |
| ----- | ------------------- | ----------------------------- | ----------- |
| 1     | Victoria Carl       | SCM Zella-Mehlis              | 44:44,2 min |
| 2     | Katharina Hennig    | WSC Erzgebirge Oberwiesenthal | 44:45,3 min |
| 3     | Stefanie Böhler     | SC Ibach                      | 44:47,3 min |
| 4     | Monique Siegel      | WSC Erzgebirge Oberwiesenthal | 45:06,5 min |
| 5     | Julia Belger        | WSC Erzgebirge Oberwiesenthal | 46:16,5 min |
| 6     | Katherine Sauerbrey | SC Steinbach-Hallenberg       | 46:44,6 min |
| 7     | Antonia Fräbel      | WSV Asbach                    | 46:45,0 min |
| 8     | Urszula Łętocha     | Polen                         | 46:45,6 min |
| 9     | Elisabeth Schicho   | SC Schliersee                 | 47:21,9 min |
| 10    | Pia Fink            | SV Bremelau                   | 47:57,9 min |

Datum: 31. Januar in Oberhof

Am Start waren 18 Teilnehmer.

### 30 km klassisch Massenstartrennen
| Platz | Name             | Verein                        | Zeit        |
| ----- | ---------------- | ----------------------------- | ----------- |
| 1     | Sandra Ringwald  | ST Schonach-Rohrhardsberg     | 1:29:12,9 h |
| 2     | Katharina Hennig | WSC Erzgebirge Oberwiesenthal | 1:29:20,6 h |
| 3     | Monique Siegel   | WSC Erzgebirge Oberwiesenthal | 1:29:37,3 h |
| 4     | Julia Belger     | WSC Erzgebirge Oberwiesenthal | 1:30:04,7 h |
| 5     | Laura Gimmler    | SC Oberstdorf                 | 1:30:20,7 h |
| 6     | Victoria Carl    | SCM Zella-Mehlis              | 1:30:31,9 h |
| 7     | Theresa Eichhorn | SV Biberau                    | 1:33:15,0 h |
| 8     | Anne Winkler     | SSV Sayda                     | 1:34:07,6 h |
| 9     | Antonia Fräbel   | WSV Asbach                    | 1:35:00,6 h |
| 10    | Pia Fink         | SV Bremelau                   | 1:35:01,8 h |

Datum: 19. März in Kirchzarten

Es waren 16 Teilnehmer am Start.

### Teamsprint Freistil
| Platz | Landesverband     | Name                             | Verein                                    | Zeit        |
| ----- | ----------------- | -------------------------------- | ----------------------------------------- | ----------- |
| 1     | Baden-Württemberg | Pia Fink Sandra Ringwald         | SV Bremelau ST Schonach-Rohrhardsberg     | 15:56,9 min |
| 2     | Sachsen           | Julia Belger Anne Winkler        | WSC Erzgebirge Oberwiesenthal SSV Sayda   | 15:57,5 min |
| 3     | Bayern            | Sofie Krehl Laura Gimmler        | SC Oberstdorf                             | 15:58,0 min |
| 4     | Thüringen         | Victoria Carl Antonia Fräbel     | SCM Zella-Mehlis WSV Asbach               | 15:58,8 min |
| 5     | Sachsen           | Katharina Hennig Nadine Herrmann | WSC Erzgebirge Oberwiesenthal Bockauer SV | 16:29,7 min |
| 6     | Sachsen           | Julia Richter Lisa Dotzauer      | SSV Sayda VSC Klingenthal                 | 17:22,2 min |
| 7     | Thüringen         | Theresa Eichhorn Anne Gundelwein | SV Biberau SV 90 Gräfenroda               | 18:00,2 min |

Datum: 20. März in Kirchzarten